# Diocesi di Baker
La diocesi di Baker (in latino Dioecesis Bakeriensis) è una sede della Chiesa cattolica negli Stati Uniti d'America suffraganea dell'arcidiocesi di Portland. Nel 2023 contava 30.437 battezzati su 580.118 abitanti. La sede è vacante, in attesa che il vescovo eletto Thomas Joseph Hennen ne prenda possesso.

## Territorio
La diocesi comprende 18 contee nella parte centro-orientale dell'Oregon, negli Stati Uniti d'America: Baker, Crook, Deschutes, Gilliam, Grant, Harney, Hood River, Jefferson, Klamath, Lake, Malheur, Morrow, Sherman, Umatilla, Union, Wallowa, Wasco e Wheeler.
Sede vescovile è Baker City, dove si trova la cattedrale di San Francesco di Sales.
Il territorio si estende su 173.013 km² ed è suddiviso in 36 parrocchie, raggruppate in 5 decanati.

## Storia
La diocesi di Baker City fu eretta il 19 giugno 1903 con il breve Supremi apostolatus di papa Leone XIII, ricavandone il territorio dall'arcidiocesi di Oregon City (oggi arcidiocesi di Portland).
Il 16 febbraio 1952 ha assunto il nome attuale.
Il 26 novembre 1963, con la lettera apostolica Suavem pietatis, papa Paolo VI ha proclamato San Francesco di Sales patrono principale della diocesi.

## Cronotassi dei vescovi
Si omettono i periodi di sede vacante non superiori ai 2 anni o non storicamente accertati.
- Charles Joseph O'Reilly † (25 giugno 1903 - 20 marzo 1918 nominato vescovo di Lincoln)
- Joseph Francis McGrath † (21 dicembre 1918 - 12 aprile 1950 deceduto)
- Francis Peter Leipzig † (18 luglio 1950 - 26 aprile 1971 ritirato)
- Thomas Joseph Connolly † (4 maggio 1971 - 19 novembre 1999 ritirato)
- Robert Francis Vasa (19 novembre 1999 - 24 gennaio 2011 nominato vescovo coadiutore di Santa Rosa in California)[2]
- Liam Stephen Cary (8 marzo 2012 - 10 luglio 2025 ritirato)
- Thomas Joseph Hennen, dal 10 luglio 2025

## Statistiche
La diocesi nel 2023 su una popolazione di 580.118 persone contava 30.437 battezzati, corrispondenti al 5,2% del totale.
| anno | popolazione | popolazione | popolazione | presbiteri | presbiteri | presbiteri | presbiteri                | diaconi | religiosi | religiosi | parrocchie |
| anno | battezzati  | totale      | %           | numero     | secolari   | regolari   | battezzati per presbitero | diaconi | uomini    | donne     | parrocchie |
| ---- | ----------- | ----------- | ----------- | ---------- | ---------- | ---------- | ------------------------- | ------- | --------- | --------- | ---------- |
| 1950 | 14.729      | 245.992     | 6,0         | 38         | 30         | 8          | 387                       |         | 8         | 130       | 23         |
| 1959 | 20.181      | 282.030     | 7,2         | 55         | 47         | 8          | 366                       |         | 8         | 119       | 29         |
| 1966 | 24.417      | 271.175     | 9,0         | 51         | 46         | 5          | 478                       |         | 5         | 143       | 63         |
| 1970 | ?           | 277.365     | ?           | 54         | 48         | 6          | ?                         |         | 6         | 127       | 32         |
| 1976 | 24.103      | 300.500     | 8,0         | 52         | 40         | 12         | 463                       |         | 12        | 101       | 31         |
| 1980 | 25.800      | 307.800     | 8,4         | 49         | 38         | 11         | 526                       |         | 11        | 95        | 29         |
| 1990 | 27.883      | 378.025     | 7,4         | 48         | 39         | 9          | 580                       | 2       | 9         | 42        | 34         |
| 1999 | 35.588      | 417.800     | 8,5         | 48         | 40         | 8          | 741                       | 6       |           | 28        | 35         |
| 2000 | 39.853      | 425.650     | 9,4         | 49         | 41         | 8          | 813                       | 8       | 8         | 29        | 35         |
| 2001 | 37.083      | 439.500     | 8,4         | 50         | 44         | 6          | 741                       | 15      | 6         | 28        | 36         |
| 2002 | 38.160      | 439.500     | 8,7         | 46         | 40         | 6          | 829                       | 13      | 6         | 27        | 36         |
| 2003 | 37.606      | 439.500     | 8,6         | 43         | 38         | 5          | 874                       | 13      | 5         | 25        | 36         |
| 2004 | 38.390      | 439.500     | 8,7         | 48         | 40         | 8          | 799                       | 13      | 8         | 21        | 37         |
| 2006 | 36.553      | 447.000     | 8,2         | 49         | 40         | 9          | 745                       | 13      | 9         | 15        | 36         |
| 2010 | 37.029      | 502.610     | 7,4         | 60         | 46         | 14         | 617                       | 12      | 14        | 11        | 36         |
| 2012 | 34.142      | 509.474     | 6,7         | 53         | 43         | 10         | 644                       | 11      | 10        | 17        | 31         |
| 2015 | 36.200      | 517.000     | 7,0         | 47         | 40         | 7          | 770                       | 9       | 9         | 13        | 36         |
| 2018 | 37.000      | 528.400     | 7,0         | 41         | 33         | 8          | 902                       | 9       | 10        | 15        | 36         |
| 2020 | 36.175      | 554.145     | 6,5         | 40         | 29         | 11         | 904                       | 9       | 13        | 13        | 36         |
| 2022 | 32.055      | 557.630     | 5,7         | 41         | 28         | 13         | 781                       | 9       | 13        | 10        | 36         |
| 2023 | 30.437      | 580.118     | 5,2         | 44         | 31         | 13         | 691                       | 11      | 13        | 11        | 36         |